# 綸子

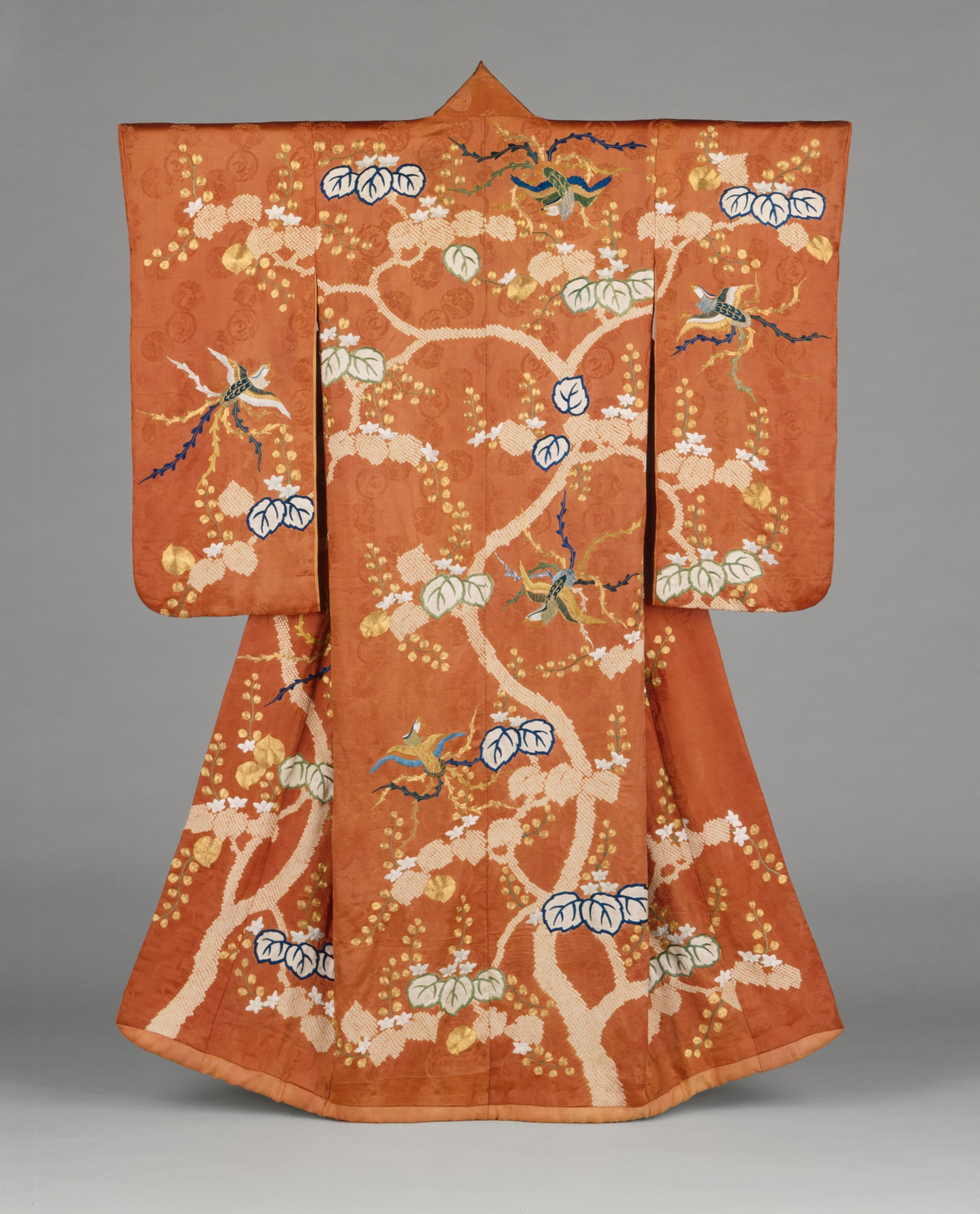
綸子の振袖

綸子・綾子（りんず）とは、繻子織地に繻子織の裏組織で模様を織り出した絹織物の一種。
緞子と似るが、練り糸を使う緞子と異なり、生糸を用いて織り上げた後に精練作業を行う。薄手で地紋が目立ちにくく、緞子に比べると柔らかい質感がある。艶があり滑らかな生地で、女子の着物、特に訪問着などの礼服のほか、長襦袢、伊達衿などにもよく用いられる。

## 歴史
中国では、通説では宋代には繻子組織が考案されたと考えられており、元の時代に書かれた『大元聖政国朝典章』には江南地方で緞子が織られていたという記述がある。
明の時代になると、緞子はより広く織られるようになり、技術も向上した。
日本では、当時流行していた茶道に使う古袱紗や仕覆に用いるために、盛んに緞子が輸入されるようになる。ただし、これらの名物裂の中には「珠光緞子」など平織や綾織のものを緞子と呼んだ例も多く、経糸と緯糸の色が違う高級織物の総称として、当時の高級織物である「緞子」の名を使っていた可能性もある。
天正年間、明の織工が堺に綸子の技術をもたらし、綸子の国産化が開始した。
慶長年間に京都で日本人好みの意匠を取り入れて綸子が織られるようになると、綸子の人気は爆発的に上がり、それまで主に小袖に用いられていた練貫を駆逐するほどになった。

## 参考資料
- 小笠原小枝『染と織の観賞基礎知識』至文堂